# Альдегунда Баварська
Альдегунда Баварська (нім. Adelgunde von Bayern), повне ім'я Альдегунда Августа Шарлотта Кароліна Єлизавета Амалія Марія Софія Луїза Баварська (нім. Adelgunde Auguste Charlotte Caroline Elisabeth Amalie Marie Sophie Luise von Bayern; нар. 19 березня 1823 — пом. 28 жовтня 1914) — баварська принцеса з династії Віттельсбахів, донька короля Баварії Людвіга I та принцеси Саксен-Гільдбурггаузенської Терези, дружина Франческо V д'Есте, герцога Модени та Реджо, якобітського претендента на трон Британської імперії.

## Біографія
Альдеґунда народилась 19 березня 1823 року у Вюрцбурзі. Вона була шостою дитиною і третьою донькою в родині баварського кронпринца Людвіга та його дружини Терези Саксен-Гільдбурггаузенської. В родині вже росли старші сини Максиміліан, Отто та Луїтпольд, та донька Матильда Кароліна.
Сім'я жила переважно у Вюрцбурзі, де знаходилася резиденція Людвіга. Країною в той час правив дід Альдеґунди, король Максиміліан I. 1825-го він помер, і Людвіг ступив на баварський престол. Перші п'ять років його правління відрізнялися помірною ліберальністю: прининилися політичні переслідування, була відмінена цензура, більше уваги надавалося  культурі та освіті. Проте, після Липневої революції 1830 у Франції, ліберальність поступилася все більш посилюючій реакції.
1832-го брата Отто обрати королем Греції і у грудні він вирушив до своїх нових володінь.

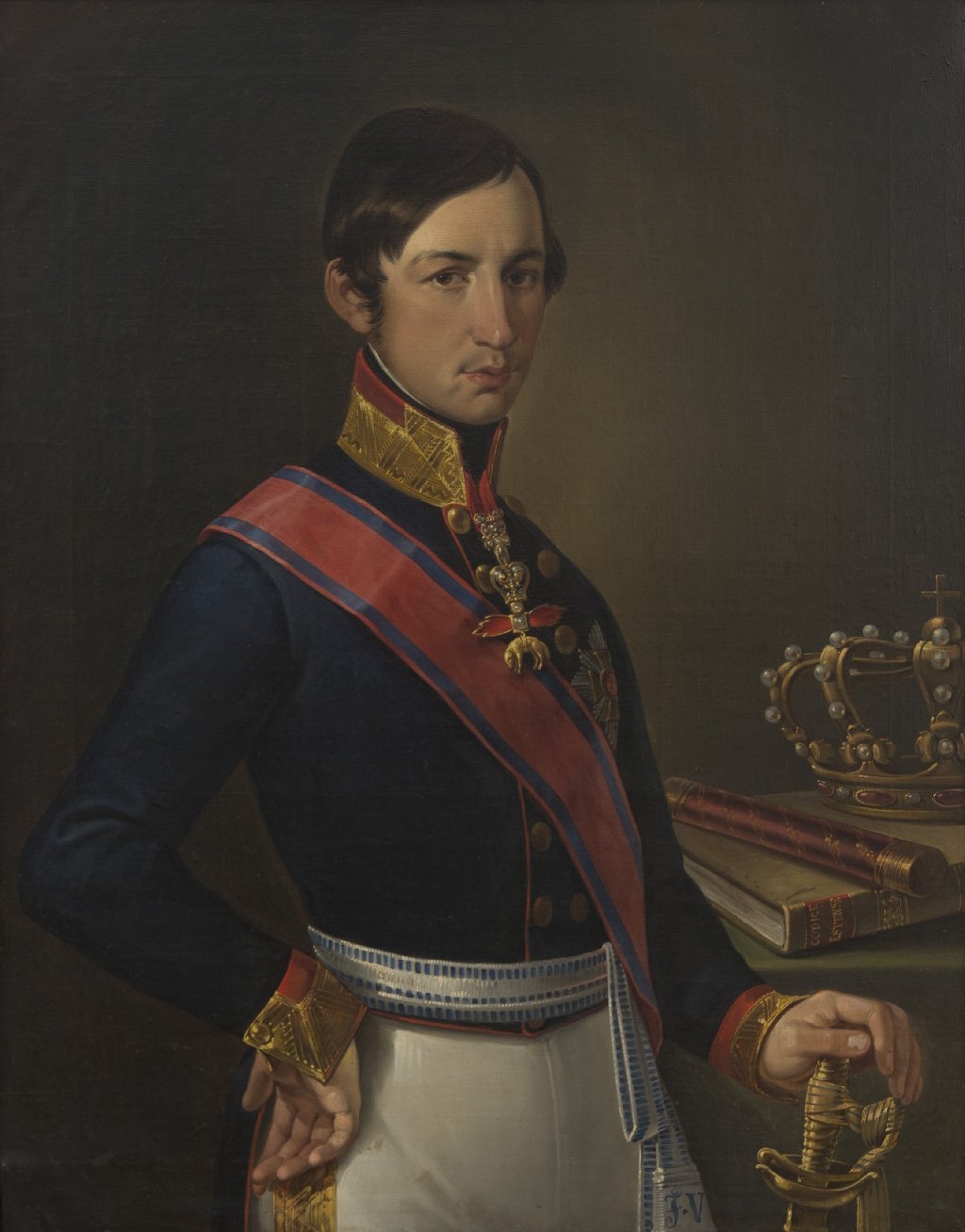
Франческо д'Есте

У 1842 Альдеґунда вийшла заміж за Франческо д'Есте, старшого сина герцога Модени Франческо IV. Весілля відбулося 30 березня у Мюнхені.
1846 Франческо успадкував престол свого батька. За два роки у подружжя народилась єдина донька: Анна Беатріса (1848—1849), яка  померла немовлям.
1859, в ході рісорджименто, Модена була приєднана до Сардинського королівства. Герцогське подружжя було змушене залишити країну та оселитися у Відні. 1875-го Францеско помер, а Альдеґунда повернулася до баварського двору. На той час в живих з її братів та сестер залишався лише Луїтподьд. 1886 він прийняв регентство над Баварією при психічно хворих небожах. Оскільки його дружина померла, Альдеґунда виконувала роль першої дами країни.
Померла у віці 91 років, 28 жовтня 1914 у Мюнхені. Похована у Відні.